# Saurauia longipetiolata
Saurauia longipetiolata är en tvåhjärtbladig växtart som beskrevs av Elmer Drew Merrill. Saurauia longipetiolata ingår i släktet Saurauia och familjen Actinidiaceae. Inga underarter finns listade i Catalogue of Life.